# Martin Jedlička
Martin Jedlička (Příbram, 24 gennaio 1998) è un calciatore ceco, portiere del Viktoria Plzeň.

## Carriera

### Club
Cresciuto nei settori giovanili di Příbram e Slavia Praga, il 24 luglio 2017 viene acquistato dal Mladá Boleslav, con cui firma un quadriennale. Il 1º febbraio 2018 passa a titolo temporaneo al DAC Dunajská Streda; il 6 agosto il prestito viene confermato per un'altra stagione. Il 21 febbraio 2019 viene riscattato dal club slovacco, con cui si lega fino al 2022.

### Nazionale
Ha giocato nelle nazionali giovanili ceche Under-16, Under-17, Under-18, Under-19, Under-20 ed Under-21.
Nel 2021 ha partecipato agli Europei Under-21.
Nell'ottobre 2024 viene convocato per la prima volta in nazionale maggiore, senza tuttavia esordire.

## Statistiche

### Presenze e reti nei club
Statistiche aggiornate al 14 giugno 2019.
| Stagione                   | Squadra                    | Campionato                 | Campionato | Campionato | Coppe nazionali | Coppe nazionali | Coppe nazionali | Coppe europee | Coppe europee | Coppe europee | Altre coppe | Altre coppe | Altre coppe | Totale | Totale |
| Stagione                   | Squadra                    | Comp                       | Pres       | Reti       | Comp            | Pres            | Reti            | Comp          | Pres          | Reti          | Comp        | Pres        | Reti        | Pres   | Reti   |
| -------------------------- | -------------------------- | -------------------------- | ---------- | ---------- | --------------- | --------------- | --------------- | ------------- | ------------- | ------------- | ----------- | ----------- | ----------- | ------ | ------ |
| 2017-feb. 2018             | Mladá Boleslav             | 1L                         | 1          | -3         | CRC             | 0               | 0               | -             | -             | -             | -           | -           | -           | 1      | -3     |
| feb.-giu. 2018             | DAC Dunajská Streda        | SL                         | 0          | 0          | CS              | 0               | 0               | -             | -             | -             | -           | -           | -           | 0      | 0      |
| 2018-2019                  | DAC Dunajská Streda        | SL                         | 29         | -31        | CS              | 3               | -9              | UEL           | 0             | 0             | -           | -           | -           | 32     | -40    |
| 2019-2020                  | DAC Dunajská Streda        | SL                         | 24         | -27        | CS              | 6               | -4              | UEL           | 4             | -8            | -           | -           | -           | 34     | -39    |
| 2020-2021                  | DAC Dunajská Streda        | SL                         | 31         | -37        | CS              | 1               | -1              | UEL           | 3             | -10           | -           | -           | -           | 35     | -48    |
| 2021-2022                  | DAC Dunajská Streda        | SL                         | 19         | -19        | CS              | 0               | 0               | UECL          | 2             | -3            | -           | -           | -           | 21     | -22    |
| Totale DAC Dunajská Streda | Totale DAC Dunajská Streda | Totale DAC Dunajská Streda | 103        | -114       |                 | 10              | -14             |               | 9             | -21           |             | -           | -           | 122    | -149   |
| 2022-gen. 2023             | Viktoria Plzeň             | 1L                         | 0          | 0          | CRC             | 1               | -3              | UCL           | 0             | 0             | -           | -           | -           | 1      | -3     |
| gen.-giu. 2023             | Bohemians 1905             | 1L                         | 15         | -25        | CRC             | 2               | -4              | -             | -             | -             | -           | -           | -           | 17     | -29    |
| lugl.-sett. 2023           | Viktoria Plzeň             | 1L                         | 0          | 0          | CRC             | 0               | 0               | UCL           | 1             | 0             | -           | -           | -           | 1      | 0      |
| Totale carriera            | Totale carriera            | Totale carriera            | 119        | -142       |                 | 13              | -21             |               | 10            | -21           |             | -           | -           | 142    | -184   |